# Arinze Chance
Arinze Chance (* 20. Januar 1996) ist ein guyanischer Sprinter, der sich auf den 400-Meter-Lauf spezialisiert hat.

## Sportliche Laufbahn
Erste Erfahrungen bei internationalen Meisterschaften sammelte Arinze Chance im Jahr 2021, als er bei den Südamerikameisterschaften in Guayaquil in 46,81 s den vierten Platz im 400-Meter-Lauf belegte und über 200 Meter mit 21,84 s im Vorlauf ausschied.
2019 wurde Chance guyanischer Meister im 400-Meter-Lauf.

## Persönliche Bestzeiten
- 200 Meter: 21,25 s (+1,6 m/s), 10. April 2021 in Columbia
- 400 Meter: 46,05 s, 13. April 2019 in Columbia
  - 400 Meter (Halle): 46,15 s, 18. Januar 2019 in Columbia (guyanischer Rekord)